# Eemscentrale
Die Eemscentrale ist ein Gas-und-Dampf-Kombikraftwerk in Eemshaven in der niederländischen Provinz Groningen. Sie ist das älteste von derzeit drei Großkraftwerken im Energiepark Eemshaven. Der Energiepark liegt am Westrand des Emsästuars, das hier hydrografisch in die offene Nordsee übergeht, aus dem alle Kraftwerke des Parks ihr Kühlwasser beziehen.
Mit seiner installierten elektrischen Leistung von ca. 2,4 Gigawatt ist die Eemscentrale das leistungsstärkste Kraftwerk in den Niederlanden und das leistungsstärkste (nach dem italienischen Kraftwerk Alessandro Volta) Gaskraftwerk in Europa. Mit seiner Schornsteinhöhe von 135 Metern ist sie zudem das höchste Bauwerk in der Provinz Groningen. Bei entsprechender Witterung ist es von der gegenüberliegenden deutschen Krummhörn deutlich sichtbar.
Betreiber der Eemscentrale ist Electrabel, ein Tochterunternehmen von Engie.

## Geschichte
Erbaut wurde das Kraftwerk im Auftrag des regionalen niederländischen Energieversorgungsunternehmens Provinciaal Elektriciteitsbedrijf (PEB) mit Sitz in Groningen. Die Erstinbetriebnahme erfolgte 1976/77 als erdgasgefeuertes Dampfkraftwerk (Block EC2), ergänzt durch eine kleine Gasturbine (EC1) für den Schwarzstart.
Ab 1984 wurde auf Betreiben der niederländischen Regierung die Energieversorgung des Landes neu organisiert und dabei in Stromerzeugung und -übertragung aufgeteilt. Hierbei wurde das PEB 1986 mit dem Hochspannungsnetzbetreiber Laagspanningsnetten N.V. zum Elektriciteitsbedrijf voor Groningen en Drenthe (EGD) zusammengefasst. Die Eemscentrale wurde im selben Jahr an die Elektriciteits-Produktiemaatschappij Oost- en Noord-Nederland (EPON), eine der vier großen, neu gebildeten niederländischen Stromerzeugungsgesellschaften, übertragen.
Im Jahr 1988 wurde Block EC2 durch eine Vorschaltgasturbine ergänzt und so zu einem Kombiblock mit mehr als 100 MW zusätzlicher Leistung umgebaut. Danach wurde der Block EC20 genannt.
In den Jahren 1995–1997 wurde die Leistung der Anlage durch einen Neubau nochmals beträchtlich gesteigert. Neben dem bestehenden Kraftwerk wurden fünf neue GuD-Blöcke (EC3 bis EC7) errichtet. Auftragnehmer war der französische Anlagenbauer GEC Alsthom. Die Einweihung des neuen Kraftwerkes wurde 1997 durch Prinz Claus und den Wirtschaftsminister Hans Wijers vorgenommen.
Im Jahr 2000 wurde EPON vom belgischen Energieversorger Electrabel übernommen.
In den Jahren 2007 bis 2009 erfolgte eine umfassende Modernisierung des Blockes EC20 einschließlich Gasturbine.
Kurz darauf, 2009 bis 2011, wurden auch die Gasturbinen EC3-7 modernisiert und mit einem NOx-armen Verbrennungssystem ausgestattet.
Im Jahr 2009 erfolgte die endgültige Stilllegung der Schwarzstart-Gasturbine EC1, die zuvor schon einige Jahre nicht mehr benötigt wurde.
Ein neuer Hilfskessel wurde 2010 installiert, um ein schnelleres, tägliches Anfahren der Anlage – typisch für ein Spitzenlastkraftwerk – zu ermöglichen.

## Technischer Aufbau
Das Kraftwerk besteht bzw. bestand aus folgenden Blöcken:
| Block                           | EC1                       | EC2                                         | EC20                                        | EC3                                            | EC4                                            | EC5                                            | EC6                                            | EC7                                            |
| ------------------------------- | ------------------------- | ------------------------------------------- | ------------------------------------------- | ---------------------------------------------- | ---------------------------------------------- | ---------------------------------------------- | ---------------------------------------------- | ---------------------------------------------- |
| Typ Block                       | Gasturbine (Schwarzstart) | Dampfkraftwerk                              | Kombiblock mit Vorschaltgasturbine          | 5 × GuD-Kraftwerk                              | 5 × GuD-Kraftwerk                              | 5 × GuD-Kraftwerk                              | 5 × GuD-Kraftwerk                              | 5 × GuD-Kraftwerk                              |
| Typ Gasturbine                  | AEG                       | -                                           | Siemens V94.2 (131 MWel)                    | GE Typ 9001FA Single Shaft                     | GE Typ 9001FA Single Shaft                     | GE Typ 9001FA Single Shaft                     | GE Typ 9001FA Single Shaft                     | GE Typ 9001FA Single Shaft                     |
| Typ Dampfkessel                 | -                         | Turm-Durchlaufkessel mit Zwischenüberhitzer | Turm-Durchlaufkessel mit Zwischenüberhitzer | 3-Druck-Abhitzekessel, Hersteller Stork Ketels | 3-Druck-Abhitzekessel, Hersteller Stork Ketels | 3-Druck-Abhitzekessel, Hersteller Stork Ketels | 3-Druck-Abhitzekessel, Hersteller Stork Ketels | 3-Druck-Abhitzekessel, Hersteller Stork Ketels |
| Inbetriebnahme                  | 1976                      | 1976                                        | 1987                                        | 1995/96                                        | 1995/96                                        | 1995/96                                        | 1995/96                                        | 1995/96                                        |
| Stilllegung                     | 2009                      | 1987 (Umbau → EC20)                         | In Betrieb                                  | In Betrieb                                     | In Betrieb                                     | In Betrieb                                     | In Betrieb                                     | In Betrieb                                     |
| Elektrische Netto-Leistung [MW] | 23                        | 588                                         | 695                                         | 5 × 335 = 1675                                 | 5 × 335 = 1675                                 | 5 × 335 = 1675                                 | 5 × 335 = 1675                                 | 5 × 335 = 1675                                 |
| Elektrische Netto-Leistung [MW] | -                         | -                                           | 2370                                        | 2370                                           | 2370                                           | 2370                                           | 2370                                           | 2370                                           |

Brennstoff für alle Blöcke war und ist Erdgas. Der Standort Eemshaven verfügt über einen günstigen Zugang zum niederländischen Erdgaspipelinenetz. Eemshaven ist Netzeinspeisepunkt für norwegisches Erdgas, das Eemshaven direkt über eine Pipeline durch die Nordsee erreicht. In unmittelbarer Nachbarschaft des Kraftwerkes befindet sich zudem ein großes Terminal zur Verdampfung und Einspeisung von Flüssigerdgas in das Netz.
Das Kraftwerk ist direktgekühlt mit Kühlwasser aus der Ems, es hat daher keinen Kühlturm oder Luko. Die Kühlwasserentnahme erfolgt in sechs Metern Tiefe aus dem Doekegat nahe der Radarstation Het Oude Ship, die Einleitung erfolgt in die Bocht van Watum.